# Фернандес, Феликс де Хесус
Фе́ликс де Хесу́с Ферна́ндес Кристли́б (исп. Félix de Jesús Fernández Christlieb; родился 11 января 1967 года в Мехико, Мексика) — мексиканский футболист, вратарь. Известен по выступлениям за «Атланте» и сборную Мексики. Участник чемпионата мира 1994 года.

## Клубная карьера
Фернандес воспитанник клуба «Атланте». В 1990 году он дебютировал за команду в Лиге Ассенсо и в первом же сезоне помог ей выйти в Примеру. Во втором сезоне Феликс стал одним из главных творцов победы «Атланте» в чемпионате Мексики. За время своей карьеры он выступал только за две команды «Селаю» и «Атланте», поочередно меняя их. В 2002 году Фернандесу сделали операцию на позвоночнике и после долгой реабилитации он смог выйти на поле в прощальном матчей Альберто Гарсии Аспе. В 2003 году Феликс принял решение завершить карьеру, «Аталанте» вывел вратарский свитер с номером 12, под которым он выступал из обращения.

## Международная карьера
В 1987 году Фернандес в составе юношеской сборной Мексики принял участие в юношеском Чемпионате мира (до 17 лет) в Канаде.
В 1993 году он дебютировал за сборную Мексики. В 1994 году Феликс попал в заявку сборной на участие в Чемпионате мира в США. На турнире он был дублёром Хорхе Кампоса и не сыграл ни минуты.

## Достижения
Командные
«Атланте»
- Чемпион Мексики — 1992/1993

Сборная Мексики
- Чемпион КОНКАКАФ (до 16 лет) — 1987